# Bressolles (Allier)
Bressolles település Franciaországban, Allier megyében. Lakosainak száma 1141 fő (2022. január 1.). Bressolles Besson, Chemilly, Coulandon, Moulins, Neuvy, Souvigny és Toulon-sur-Allier községekkel határos.

## Népesség
A település népességének változása:
| Lakosok száma | 596  | 881  | 957  | 1035 | 1042 | 1081 | 1113 | 1126 | 1132 | 1141 |
|               | 1968 | 1982 | 1990 | 2006 | 2013 | 2015 | 2017 | 2019 | 2020 | 2022 |